# MU90
MU90 är en 3:e generationens ubåtsjakttorped tillverkad av det fransk-italienska konsortiet EuroTorp.

## Utveckling
År 1989 började franska Thomson-CSF utveckla torpeden Murène ungefär samtidigt som italienska WASS började utveckla torpeden A290. Efter politiska påtryckningar för att minska kostnaderna började de båda företagen att samarbeta och grundade 1993 konsortiet EuroTorp för att tillsammans börja producera en gemensam torped.

## Konstruktion
MU90 är konstruerad för att kunna användas mot alla typer av undervattensfarkoster i alla typer av miljöer. Maxdjupet är 1 000 meter och den kan användas i vatten så grunda som 25 meter. Torpeden drivs av en vattenjet kopplad till en borstlös likströmsmotor. Strömmen kommer från ett aluminium–silveroxid-batteri med elektrolyt av natriumhydroxid. Hastigheten är programmerbar från 29 till 50 knop.

## Användare
- Australien
- Danmark
- Egypten
- Frankrike
- Italien
- Marocko
- Polen
- Tyskland